# Епархия Тревизо
Епархия Тревизо (лат. Dioecesis Tarvisina, итал. Diocesi di Treviso) епархия Римско-католической церкви, в составе митрополии Венеции, входящей в церковную область Тривенето. В настоящее время епархией управляет епископ Джанфранко Агостино Гардин. Викарный епископ — Джузеппе Риццо. Почётный епископ — Паоло Маньяни.
Клир епархии включает 605 священников (433 епархиальных и 172 монашествующих священников), 22 диаконов, 229 монахов, 822 монахинь.
Адрес епархии: Piazza Duomo 2, 31100 Treviso, Italia.
Патроном епархии Тревизо является святой Либерал, литургическая память которого отмечается 27 апреля.

## Территория
В юрисдикцию епархии входят 265 приходов в коммунах области Венеция: в провинциях Тревизо (юго-запад), Падуя, Венеция и Виченца.
Кафедра епископа находится в городе Тревизо в церкви Святого Петра.
Все приходы разделены между 15 деканатами (Тревизо, Азоло, Кампосампьеро, Кастельфранко, Кастелло-ди-Годего, Мирано, Мольяно, Монастьер, Монтебуллуна, Нервеза, Ноале, Паэзе, Сан Дона ди Пьяве, Санта Мария дель Ровере и Спресьяно).
Внешнии миссии епархии Тревизо находятся в Парагвае, Бразилии и Чаде.

## История
В начале нашей эры муниципий Тревизо находился в составе Округа X Венеции и Истрии Древнеримской империи. По преданию, первым провозвестником Евангелия в городе был святой Просдоцим Падуанский (I век).
Кафедра Тревизо была основана не ранее IV века. Первым епископом Тревизо, о котором сохранились достоверные исторические свидетельства, является Феликс I. О нём писали Венанций Фортунат и Павел Диакон. Последний повествует о том, что в 569 году епископ Феликс прибыл в Ловадину ко двору Альбоина, короля лангобардов и убедил его пощадить город и расширить границы епархии. Известны имена и преемником Феликса I, епископов Рустика и Феликса II, принимавших участие в расколе «Трёх глав» и бывших в оппозиции к Папе.
После упразднения епархии Альтино, когда её кафедра была перенесена в Торчелло, мощи святого Либерала и святых Теониста, Табры и Табраты были перенесены из Альтино в Тревизо, что привело к усилению значения епархии.
В последующие века епархия Тревизо была разделена на 4 архипресвитерства. В 969 году после завоевания этой территории Оттоном I, императором Священной Римской империи территория епархии Тревизо снова расширилась, за счет включения в её состав епархии Азоло. В VIII веке монахи-бенедиктинцы из Аббатства Святого Зенона в Вероне основали в Касьер монастырь Святого Теониста. В X веке были основаны монастыри Санта Мария Ассунта в Мольяно-Венето и Санта Мария дель Пьеро в Тревизо.
С XIII века в епархии появились обители нищенствующих орденов (францисканцев, доминиканцев и августинцев), с которыми появились и терциарные ордена. В то время епархия Тревизо была местом рождения и деятельности блаженного Папы Бенедикта XI, святого Паризия и блаженного Генриха да Больцано. И вместе с тем, епископы Тревизо участвовали в войнах, например, Адальберто де Рикко, заключённый в тюрьму Эццелино III да Романо.
В 1334 году в состав епархии была включена упраздненная епархия Гераклеи.
С XIV века до 1797 года епархия Тревизо находилась в составе Венецианской республики и под жестким контролем её правителей. При епископах Джованни Бенедетто и Лодовико Барбо в епархии появились новые институты посвящённой жизни. Вернувшись с Тридентского собора, епископ Джорджо Корнаро основал епархиальную семинарию, укрепил духовную дисциплину среди клира, восстановил древние соборы и церкви.
В 1797 году, после падения Венецианской республики, епископ Бернардино Марин, приложив неимоверные усилия, сумел отстоять интересы духовенства и народа. Однако ущерб, нанесённый епархии во время смуты, оказался существенным: численность клира сократилась почти на треть, были закрыты многие церковные организаций, разграблены церкви и монастыри.
В 1818 году епархия Тревизо вошла в состав церковной провинции патриархата Венеции, получив дополнительно ряд небольших территорий. При епископе Себастьяне Сольдато на архиерея оказывалось давление со стороны правительства Австро-Венгрии. По этой причине около одной трети духовенства участвовало в восстании 1848 года.
В 1865 году, после многовековых споров, Аббатство Святого Евстафия перешло под контроль епископов Тревизо, сам же епископ стал титуловаться аббатом этого монастыря.
В 1892 году была основана епархиальная газета La Vita del Popolo.
В 1927 году, под давлением фашистского правительства Италии, большая часть территории епархии Тревизо отошла патриархату Венеции.

### Подвижники епархии
- Святой Либерал, патрон епархии.
- Святые Теонист, Табра и Табрата, мученики в Мусестре в 380 году.
- Блаженный Папа Бенедикт XI, родился в Тревизо или Вальдоббьядене в 1240 году.
- Святой Парисий Камальдолиец, умер в Тревизо в 1267 году.
- Блаженный Арриго да Больцано[итал.], умер в Тревизо в 1315 году и похоронен в Соборе Святого Петра в Тревизо.
- Святой Папа Пий X, родился в Рьезе в 1835 году.
- Святая Джузеппина Бахита, монахиня.
- Святая Мария Бертилла Боскардин, монахиня, умерла в Тревизо в 1922 году.
- Блаженный Джузеппе Тоньоло[итал.], родился в Тревизо в 1845 году.

## Ординарии епархии
| - Джованни иль Пио (396); - Джокондо (421); - Эльвиандо (451); - Феличе I (560-е годы); - Рустико (579); - Феличе II (590); - Тициано (743); - Фортунато да Триесте (777—803) — назначен патриархом Градо; - Ландоло (810); - Лупо (814); - Адеодато (826—859); - Доменико (866); - Аладоно (880); - Адальберто I (904—930); - Мартино (961); - Адальберто II (962); - Феличе III (966); - Роцоне Кальца (969—1002); - Альмериго I (1003); - Арнальдо (1014—1024); - Ротари I (1025); - Ульдерико I (или Одериго) (1045); - Ротари II (1047—1052); - Вольфранко (1065); - Ачелино (1070—1080); - Роландо (1083); - Коррадо (1090—1096); - Ульдерико II (1097); - Гумбольдо (1114); - Альмериго II (1116); - Грегорио Джустиниани (1131—1150); - Бонифачо (1152); - Бьянконе (1153—1156); - Ульдерико III (1157—1179); - Коррадо II † (1179—1197); - Энрико де Раджоне (1197—1199); - Амброджо (1199—1207); - Тизоне да Видор (1209—1245); - Гвальтьери (1245—1255); - Адальберто III Рикко (1255—1272) — францисканец; - Презавио Новелло (1279—1291); - Тольберто Кальца (1292—1305); - Пандольфо да Лузия (1306—1310); - Саломоне де Саломони (1310—1322); - Убальдо де Габриэли (06.06.1323 — 1336) — бенедиктинец; - Пьер Паоло Далла Коста (1336—1351); - Джованни Малабайла (1351—1354) — назначен епископом Асти; - Аццоне де Маджи (1355—1357); | - Пьетро Пилео да Прата (1357—1359) — назначен епископом Падуи; - Пьердоменико ди Баоне (1359—1384); - Никколо Берути (1384 — 09.09.1394) — доминиканец, назначен епископом Масса Мариттимы; - Лотто Гамбакорта (11.11.1394 — 1409); - Джакомо да Тревизо (1409—1418); - Джованни Бенедетто (1418—1437) — доминиканец; - Лодовико Барбо (1437—1443) — бенедиктинец; - Эрмолао Барбаро (1443 — 16.11.1453) — назначен епископом Вероны; - Марино Контарини (19.11.1453 — 1455); - Марко Барбо (14.11.1455 — 17.09.1464) — назначен епископом Виченцы; - Теодоро де Леллис (17.09.1464 — 31.03.1466); - Франческо Бароцци (17.04.1466 — 1471); - кардинал Пьетро Риарио (04.09.1471 — 28.04.1473) — францисканец-конвентуал, назначен архиепископом Спалато; - Лоренцо Цане (28.04.1473 — 27.02.1478) — назначен епископом Брешии; - Джованни (или Цанетто) Дакре (01.04.1478 — 15.02.1485) — францисканец; - Никколо Франко (21.02.1485 — 1499); - Бернардо де Росси (1499 — 28.06.1527); - кардинал Франческо Пизани (27.01.1528 — 20.02.1538) — апостольский администратор; - Джорджо Корнер (20.02.1538 — 1577); - Франческо Корнер (29.11.1577 — 1595); - Лодовико Молино (03.11.1595 — 1604); - Франческо Джустиниани (1605—1623) — бенедиктинец; - Винченцо Джустиниани (1623—1633) — назначен епископом Брешии; - Сильвестро Морозини (1633—1636); - Марко Морозини (1639—1645) — назначен епископом Брешии; - Джованни Антонио Лупи (1645—1668); - Бартоломео Градениго (27.02.1668 — 13.07.1682) — назначен епископом Брешии; - Джованни Баттиста Санудо (1684—1709); - Фортунато Морозини (1710 — 20.01.1723) — бенедиктинец, назначен епископом Брешии; - Аугусто Антонио Цакко (22.11.1723 — 18.02.1739); - Бенедетто Де Лука ([22.06.1739 — 1750); - Паоло Франческо Джустиниани (16.11.1750 — 1787) — капуцин; - Бернардино, Марини (07.04.1788 — 09.10.1817); - Джузеппе Грассер (1822 — 15.12.1828) — назначен епископом Вероны; - Себастьяно Сольдати (18.05.1829 — 1849); - Святой Джованни Антонио Фарина (20.09.1850 — 18.06.1860) — назначен епископом Виченцы; - Федерико Мария Цинелли (30.09.1861 — 1879); - Джузеппе Каллегари (28.02.1880 — 25.09.1882) — назначен епископом Падуи; - Джузеппе Аполлонио (25.09.1882 — 20.08.1903); - Блаженный Андреа Джачинто Лонгин (13.04.1904 — 26.06.1936) — капуцин; - Антонио Мантьеро (29.08.1936 — 15.02.1956); - Эджидио Негрин (04.04.1956 — 15.01.1958); - Антонио Мистрориго (25.06.1958 — 19.11.1988); - Паоло Маньяни (19.11.1988 — 03.12.2003); - Андреа Бруно Маццокато (03.12.2003 — 20.08.2009) — назначен архиепископом Удине; - Джанфранко Агостино Гардин (с 18 декабря 2009 года — 6 июля 2019) — францисканец-конвентуал. |  |

## Статистика
На конец 2010 года из 885 220 человек, проживающих на территории епархии, католиками являлись 807 020 человек, что соответствует 91,2 % от общего числа населения епархии.
| год  | население | население | население | священники | священники        | священники         | священники                           | постоянные диаконы | монахи  | монахи  | приходы |
| год  | католики  | всего     | %         | всего      | белое духовенство | черное духовенство | число католиков на одного священника | постоянные диаконы | мужчины | женщины | приходы |
| ---- | --------- | --------- | --------- | ---------- | ----------------- | ------------------ | ------------------------------------ | ------------------ | ------- | ------- | ------- |
| 1950 | 541.338   | 541.410   | 100,0     | 802        | 624               | 178                | 674                                  |                    | 234     | 1.998   | 238     |
| 1969 | 570.573   | 570.830   | 100,0     | 847        | 585               | 262                | 673                                  |                    | 379     | 2.210   | 250     |
| 1980 | 684.417   | 685.666   | 99,8      | 830        | 553               | 277                | 824                                  | 1                  | 406     | 1.420   | 262     |
| 1990 | 720.405   | 727.256   | 99,1      | 765        | 518               | 247                | 941                                  | 5                  | 393     | 1.289   | 265     |
| 1999 | 766.278   | 777.278   | 98,6      | 697        | 484               | 213                | 1.099                                | 12                 | 305     | 1.036   | 265     |
| 2000 | 769.500   | 783.556   | 98,2      | 693        | 483               | 210                | 1.110                                | 16                 | 302     | 1.026   | 265     |
| 2001 | 768.500   | 792.431   | 97,0      | 686        | 479               | 207                | 1.120                                | 16                 | 298     | 1.016   | 265     |
| 2002 | 770.050   | 800.161   | 96,2      | 667        | 462               | 205                | 1.154                                | 17                 | 295     | 990     | 265     |
| 2003 | 770.045   | 800.216   | 96,2      | 660        | 462               | 198                | 1.166                                | 17                 | 279     | 955     | 265     |
| 2004 | 772.150   | 807.877   | 95,6      | 658        | 463               | 195                | 1.173                                | 17                 | 273     | 941     | 265     |
| 2010 | 807.020   | 885.220   | 91,2      | 605        | 433               | 172                | 1.333                                | 22                 | 229     | 822     | 265     |